# Adolf Brudes
Adolf Brudes (ur. 15 października 1899 roku w Kotulinie, zm. 5 listopada 1986 roku w Bremie) – niemiecki kierowca wyścigowy.
Karierę zaczynał od wyścigów motocyklowych. Od 1928 roku ścigał się już w wyścigach samochodowych startując m.in. pojazdami Bugatti. W roku 1940 przyczynił się do sukcesu BMW w wyścigu Mille Miglia, kiedy to prowadząc BMW 328 zajął (razem z pilotem Ralphem Roese) trzecie miejsce w klasyfikacji końcowej.
Po II wojnie światowej jeździł początkowo na samochodach Veritas, a później różnymi pojazdami firmy Borgward. W roku 1951 osiągnął 38 Rekordów na samochodzie Goliath. Rok później, razem z Hansem Hugo Hartmannem uzyskał, na torze w Linas-Monthléry, oficjalny rekord świata w klasie do 1,5l (100km ze średnią prędkością 215,5 km/h).
W tym samym roku (tj. w 1952) wziął udział w jednym wyścigu Formuły 1 podczas Grand Prix Niemiec na torze Nürburgring. Jednak z powodu awarii silnika musiał przedwcześnie skończyć wyścig.
Brał również udział w wyścigu 1000-km na Nürburgringu w 1953, gdzie w zespole Brudes/Bechem/Helfrich na samochodzie Borgward wygrał w swojej klasie i został trzeci w klasyfikacji ogólnej. W roku 1976 po raz ostatni jechał na Nürburgringu swoim BMW 328 „Mille Miglia“.

## Wyniki w Formule 1
| Legenda oznaczeń w tabelach wyników Wyświetl szablon na nowej stronie | Legenda oznaczeń w tabelach wyników Wyświetl szablon na nowej stronie                                                                     |
| Oznaczenie                                                            | Wyjaśnienie |
| --------------------------------------------------------------------- | --- |
| Złoty                                                                 | Zwycięzca lub mistrzostwo |
| Srebrny                                                               | 2. miejsce lub wicemistrzostwo |
| Brązowy                                                               | 3. miejsce lub II wicemistrzostwo |
| Zielony                                                               | Ukończył, punktował (w klasyfikacji generalnej, gdy zdobył co najmniej jeden punkt na przestrzeni sezonu, poza trzema powyższymi opcjami) |
| Niebieski                                                             | Ukończył, nie punktował (w klasyfikacji generalnej, gdy nie zdobył co najmniej jednego punktu na przestrzeni sezonu)                      |
| Czerwony                                                              | Nie zakwalifikował się (NZ) |
| Czerwony                                                              | Nie prekwalifikował się (NPK) |
| Różowy                                                                | Nie ukończył (NU) |
| Różowy                                                                | Niesklasyfikowany (NS) (w klasyfikacji generalnej, gdy nie został sklasyfikowany w żadnym wyścigu sezonu)                                 |
| Czarny                                                                | Zdyskwalifikowany (DK) |
| Czarny                                                                | Wykluczony (WYK/EX) |
| Biały                                                                 | Nie wystartował (NW) |
| Biały                                                                 | Kontuzjowany (K/INJ) |
| Biały                                                                 | Wyścig odwołany (OD/C) |
| Bez koloru                                                            | Został wycofany (WYC/WD) |
| Bez koloru                                                            | Nie przybył (NP/DNA) |
| Bez koloru                                                            | Nie brał udziału w treningach (NT/DNP) |
| Bez koloru                                                            | Nie został zgłoszony (–) |
| Pogrubienie                                                           | Start z pole position |
| Kursywa                                                               | Najszybsze okrążenie wyścigu |
| †                                                                     | Nie ukończył, ale jego rezultat został zaliczony ze względu na przejechanie więcej niż 90% dystansu wyścigu.                              |
| *                                                                     | Sezon w trakcie |
| 1/2/3                                                                 | Punktowana pozycja w sprincie kwalifikacyjnym                                                                                             |
| Lista systemów punktacji Formuły 1                                    | |

| Rok  | Zespół   | Podwozie   | Silnik  | 1   | 2    | 3   | 4   | 5   | 6      | 7   | 8   | Pozycja | Punkty |
| ---- | -------- | ---------- | ------- | --- | ---- | --- | --- | --- | ------ | --- | --- | ------- | ------ |
| 1952 | Prywatny | Veritas RS | Veritas | SWI | INDY | BEL | FRA | GBR | DEU NU | DUT | ITA | NS      | 0      |